# مدرسة أصفهان
مدرسة أصفهان (بالفارسية: مكتب اصفهان) هي مدرسة فلسفية إسلامية في علم الكلام، والفلسفة والعمارة والرسم، تأسست على يد المير داماد وبلغت أوج تطورها في أعمال الملا صدرا.  صيغ الاسم من قبل السيد حسين نصر وهنري كوربين. وبسبب اهتمام الشاه عباس في عهد السلالة الصفوية في إيران بالتقاليد الفكرية في الإسلام، أصبحت أصفهان مدينة أكاديمية شهيرة والمركز الفكري لإيران في ذلك الوقت، إلى جانب مدينتي الري وشيراز.